# Quiscale buissonnier
Dives warczewiczi
Espèce
Répartition géographique
Statut de conservation UICN

 LC  : Préoccupation mineure
Synonymes
- Dives warszewiczi

Le Quiscale buissonnier (Dives warczewiczi) est une espèce de passereaux de la famille des ictéridés et qu’on retrouve au Pérou et en Équateur.  Le Quiscale buissonnier chante parfois en duo.

## Systématique
Deux sous-espèces sont reconnues :
- D. w. warczewiczi (Cabanis, 1861)
- D. w. kalinowskii Berlepsch & Stolzmann, 1892

## Habitat
Le Quiscale buissonnier habite les forêts clairsemées, les lisières des forêts, les terrains dégagés, les zones urbaines et agricoles.  Il s’accommode bien de la présence humaine.